# Трестишки
Трестишки (латыш. Trestiški) — село в Краславском крае Латвии. Входит в состав Калниешской волости. По данным на 2021 год в селе проживало 13 человек.

## Общая физико-географическая характеристика
Географическое положение
По автомобильным дорогам расстояние до волостного центра — села Калниеши — составляет 11 км, до краевого центра — города Краслава — 25 км. Неподалёку находится озеро Трестишку.

## История
До 1920 года деревня в составе Изабелинской волости, Двинский уезда, Витебской губернии.
В деревне была активна Трестишская старообрядческая община федосеевского согласия. На 1914 год наставником являлся Егор Кондратьевич Корелин.

## Население
| 2002 | 2009 | 2021 |
| ---- | ---- | ---- |
| 18   | 14▼  | 13▼  |